# États-Unis aux Jeux olympiques d'hiver de 1988
Les États-Unis participent aux Jeux olympiques d'hiver de 1988, qui ont lieu à Calgary au Canada. Ce pays, représenté par 117 athlètes, prend part aux Jeux d'hiver pour la quinzième fois de son histoire après sa participation à toutes les éditions précédentes. Il remporte six médailles, deux d'or, une d'argent et trois de bronze, et prend le 9e rang du tableau des médailles.

## Médaillés
| Médaille | Athlète                    | Sport               | Épreuve             |
| -------- | -------------------------- | ------------------- | ------------------- |
| Or       | Brian Boitano              | Patinage artistique | Simple hommes       |
| Or       | Bonnie Blair               | Patinage de vitesse | 500 mètres femmes   |
| Argent   | Eric Flaim                 | Patinage de vitesse | 1 500 mètres hommes |
| Bronze   | Debi Thomas                | Patinage artistique | Simple femmes       |
| Bronze   | Peter Oppegard Jill Watson | Patinage artistique | Couples             |
| Bronze   | Bonnie Blair               | Patinage de vitesse | 1 000 mètres femmes |

## Résultats

### Biathlon

#### Hommes
| Épreuve      | Athlète        | Manquées 1 | Temps         | Rang |
| ------------ | -------------- | ---------- | ------------- | ---- |
| 10 km Sprint | Curt Schreiner | 3          | 28 min 19 s 9 | 50   |
| 10 km Sprint | Bill Carow     | 4          | 28 min 19 s 6 | 49   |
| 10 km Sprint | Lyle Nelson    | 1          | 27 min 34 s 3 | 30   |
| 10 km Sprint | Josh Thompson  | 4          | 27 min 27 s 7 | 27   |

| Épreuve | Athlète        | Temps             | Manquées | Temps ajusté 2    | Rang |
| ------- | -------------- | ----------------- | -------- | ----------------- | ---- |
| 20 km   | Curt Schreiner | 1 h 00 min 22 s 7 | 5        | 1 h 05 min 22 s 7 | 52   |
| 20 km   | Bill Carow     | 1 h 00 min 10 s 1 | 5        | 1 h 05 min 10 s 1 | 49   |
| 20 km   | Darin Binning  | 59 min 54 s 8     | 4        | 1 h 03 min 54 s 8 | 42   |
| 20 km   | Josh Thompson  | 56 min 29 s 4     | 5        | 1 h 01 min 29 s 4 | 25   |

#### Relais hommes 4 × 7,5 km
| Athlètes                                               | Course     | Course            | Course |
| Athlètes                                               | Manquées 1 | Temps             | Rang   |
| ------------------------------------------------------ | ---------- | ----------------- | ------ |
| Lyle Nelson Curt Schreiner Darin Binning Josh Thompson | 2          | 1 h 29 min 33 s 0 | 9      |

1Une boucle de pénalité 150 mètres par cible manquée doit être parcourue.

2Une minute ajoutée par cible manquée.

### Bobsleigh
| Bob   | Athlètes                                         | Épreuve             | Manche 1 | Manche 1 | Manche 2      | Manche 2 | Manche 3      | Manche 3 | Manche 4          | Manche 4          | Total             | Total             |
| Bob   | Athlètes                                         | Épreuve             | Temps    | Rang     | Temps         | Rang     | Temps         | Rang     | Temps             | Rang              | Temps             | Rang              |
| ----- | ------------------------------------------------ | ------------------- | -------- | -------- | ------------- | -------- | ------------- | -------- | ----------------- | ----------------- | ----------------- | ----------------- |
| USA-1 | Brent Rushlaw Mike Aljoe                         | Bob à deux hommes   | 59 s 01  | 25       | 1 min 00 s 13 | 17       | 1 min 00 s 96 | 16       | N'ont pas terminé | N'ont pas terminé | N'ont pas terminé | N'ont pas terminé |
| USA-2 | Matt Roy Jim Herberich                           | Bob à deux hommes   | 59 s 37  | 29       | 1 min 00 s 06 | 15       | 1 min 00 s 34 | 10       | 59 s 57           | 11                | 3 min 59 s 34     | 16                |
| USA-1 | Brent Rushlaw Hal Hoye Mike Wasko Bill White     | Bob à quatre hommes | 56 s 72  | 4        | 57 s 67       | 8        | 56 s 69       | 9        | 57 s 20           | 1                 | 3 min 48 s 28     | 4                 |
| USA-2 | Brian Shimer Jim Herberich Matt Roy Scott Pladel | Bob à quatre hommes | 57 s 17  | 12       | 58 s 49       | 19       | 57 s 47       | 19       | 58 s 10           | 13                | 3 min 51 s 23     | 16                |

### Combiné nordique

#### Hommes individuel
Épreuves:
- Saut à ski, tremplin normal (Deux meilleurs sauts sur trois)
- Ski de fond 15 km (Retards au débart basés sur les résultats du saut à ski)

| Athlète       | Épreuve    | Saut à ski | Saut à ski | Ski de fond   | Ski de fond   | Total   | Total |
| Athlète       | Épreuve    | Points     | Rang       | Commence à    | Temps         | Points  | Rang  |
| ------------- | ---------- | ---------- | ---------- | ------------- | ------------- | ------- | ----- |
| Gary Crawford | Individual | 135.8      | 43         | 10 min 18 s 0 | 47 min 30 s 6 | 299.445 | 41    |
| Todd Wilson   | Individual | 180.1      | 37         | 5 min 22 s 7  | 47 min 30 s 6 | 359.765 | 40    |
| Joe Holland   | Individual | 210.4      | 9          | 2 min 00 s 7  | 43 min 02 s 5 | 399.980 | 19    |

#### Hommes par équipes
Trois participants par équipe

Épreuves:
- Saut à ski, tremplin normal (Trois sauts par athlète par tour, les deux meilleurs sont comptés)
- Ski de fond 10 km (Retards au débart basés sur les résultats du saut à ski)

| Athlètes                               | Saut à ski | Saut à ski | Ski de fond  | Ski de fond       | Total |
| Athlètes                               | Points     | Rang       | Start at     | Temps             | Rang  |
| -------------------------------------- | ---------- | ---------- | ------------ | ----------------- | ----- |
| Joe Holland Todd Wilson Hans Johnstone | 516.9      | 9          | 9 min 24 s 5 | 1 h 33 min 06 s 9 | 10    |

### Hockey sur glace

#### Groupe B
Les trois meilleures équipes (en bleu) de chaque groupe vont au tour final.
|                      | Joués | Gagnés | Perdus | Nuls | Buts pour | Buts contre | Points |
| -------------------- | ----- | ------ | ------ | ---- | --------- | ----------- | ------ |
| Union soviétique     | 5     | 5      | 0      | 0    | 32        | 10          | 10     |
| Allemagne de l'Ouest | 5     | 4      | 1      | 0    | 19        | 12          | 8      |
| Tchécoslovaquie      | 5     | 3      | 2      | 0    | 23        | 14          | 6      |
| États-Unis           | 5     | 2      | 3      | 0    | 27        | 27          | 4      |
| Autriche             | 5     | 0      | 4      | 1    | 12        | 29          | 1      |
| Norvège              | 5     | 0      | 4      | 1    | 11        | 32          | 1      |

- États-Unis 10-6 Autriche
- Tchécoslovaquie 7-5 États-Unis
- Union soviétique 7-5 États-Unis
- États-Unis 6-3 Norvège
- Allemagne de l'Ouest 4-1 États-Unis

#### Match pour la7eplace
États-Unis|| 8–4 | Suisse

#### Composition de l'équipe
- Scott Fusco
- Corey Millen
- Greg Brown
- Guy Gosselin
- Clark Donatelli
- Jim Johannson
- Peter Laviolette
- Scott Young
- Brian Leetch
- Mike Richter
- Jeff Norton
- Eric Weinrich
- Dave Snuggerud
- Allen Bourbeau
- Kevin Stevens
- Tony Granato
- Craig Janney
- Steve Leach
- Brad MacDonald
- Kevin Miller
- Todd Okerlund
- Chris Terreri

### Luge

#### Hommes
| Athlète        | Manche 1 | Manche 1 | Manche 2 | Manche 2 | Manche 3 | Manche 3 | Manche 4 | Manche 4 | Total          | Total |
| Athlète        | Temps    | Rang     | Temps    | Rang     | Temps    | Rang     | Temps    | Rang     | Temps          | Rang  |
| -------------- | -------- | -------- | -------- | -------- | -------- | -------- | -------- | -------- | -------------- | ----- |
| Jon Owen       | 47 s 670 | 25       | 47 s 632 | 23       | 47 s 834 | 25       | 48 s 328 | 28       | 3 min 11 s 464 | 23    |
| Duncan Kennedy | 47 s 032 | 16       | 47 s 065 | 16       | 47 s 093 | 15       | 47 s 282 | 16       | 3 min 08 s 472 | 14    |
| Frank Masley   | 46 s 813 | 11       | 46 s 890 | 9        | 46 s 813 | 8        | 47 s 427 | 18       | 3 min 07 s 943 | 12    |

#### Doubles hommes
| Athlètes                      | Manche 1 | Manche 1 | Manche 2 | Manche 2 | Total          | Total |
| Athlètes                      | Temps    | Rang     | Temps    | Rang     | Temps          | Rang  |
| ----------------------------- | -------- | -------- | -------- | -------- | -------------- | ----- |
| Miro Zajonc Timothy Nardiello | 46 s 482 | 13       | 46 s 838 | 11       | 1 min 33 s 320 | 11    |
| Joe Barile Steven Maher       | 46 s 262 | 10       | 48 s 701 | 17       | 1 min 34 s 963 | 16    |

#### Femmes
| Athlète           | Manche 1 | Manche 1 | Manche 2 | Manche 2 | Manche 3 | Manche 3 | Manche 4 | Manche 4 | Total          | Total |
| Athlète           | Temps    | Rang     | Temps    | Rang     | Temps    | Rang     | Temps    | Rang     | Temps          | Rang  |
| ----------------- | -------- | -------- | -------- | -------- | -------- | -------- | -------- | -------- | -------------- | ----- |
| Erica Terwillegar | 46 s 506 | 9        | 47 s 300 | 15       | 46 s 780 | 10       | 46 s 705 | 10       | 3 min 07 s 291 | 11    |
| Cammy Myler       | 46 s 502 | 8        | 46 s 888 | 9        | 46 s 828 | 12       | 46 s 617 | 8        | 3 min 06 s 835 | 9     |
| Bonny Warner      | 46 s 409 | 6        | 46 s 643 | 8        | 46 s 633 | 7        | 46 s 371 | 5        | 3 min 06 s 211 | 6     |

### Patinage artistique

#### Hommes
| Athlète            | CF | SP | FS | TFP  | Rang                           |
| ------------------ | -- | -- | -- | ---- | ------------------------------ |
| Paul Wylie         | 12 | 8  | 9  | 19.4 | 10                             |
| Christopher Bowman | 8  | 5  | 7  | 13.8 | 7                              |
| Brian Boitano      | 2  | 2  | 1  | 3.0  | Médaille d'or, Jeux olympiques |

#### Femmes
| Athlète      | CF | SP | FS               | TFP             | Rang                                |
| ------------ | -- | -- | ---------------- | --------------- | ----------------------------------- |
| Caryn Kadavy | 7  | 5  | N'a pas commencé | N'a pas terminé | –                                   |
| Jill Trenary | 5  | 6  | 5                | 10.4            | 4                                   |
| Debi Thomas  | 2  | 2  | 4                | 6.0             | Médaille de bronze, Jeux olympiques |

#### Couples
| Athlètes                       | SP | FS | TFP  | Rang                                |
| ------------------------------ | -- | -- | ---- | ----------------------------------- |
| Natalie Seybold Wayne Seybold  | 10 | 10 | 15.0 | 10                                  |
| Gillian Wachsman Todd Waggoner | 4  | 5  | 7.0  | 5                                   |
| Jill Watson Peter Oppegard     | 3  | 3  | 4.5  | Médaille de bronze, Jeux olympiques |

#### Dance sur glace
| Athlètes                       | CD | OD | FD | TFP  | Rang |
| ------------------------------ | -- | -- | -- | ---- | ---- |
| Susan Wynne Joseph Druar       | 11 | 11 | 11 | 22.0 | 11   |
| Suzanne Semanick Scott Gregory | 6  | 6  | 6  | 12.0 | 6    |

### Patinage de vitesse

#### Hommes
| Épreuve  | Athlète        | Course          | Course                             |
| Épreuve  | Athlète        | Temps           | Rang                               |
| -------- | -------------- | --------------- | ---------------------------------- |
| 500 m    | Dan Jansen     | N'a pas terminé | N'a pas terminé                    |
| 500 m    | Marty Pierce   | 37 s 76         | 22                                 |
| 500 m    | Erik Henriksen | 37 s 50         | 15                                 |
| 500 m    | Nick Thometz   | 37 s 16         | 8                                  |
| 1 000 m  | Dan Jansen     | N'a pas terminé | N'a pas terminé                    |
| 1 000 m  | Nick Thometz   | 1 min 14 s 71   | 18                                 |
| 1 000 m  | Tom Cushman    | 1 min 14 s 68   | 17                                 |
| 1 000 m  | Eric Flaim     | 1 min 13 s 53   | 4                                  |
| 1 500 m  | John Baskfield | 1 min 55 s 88   | 20                                 |
| 1 500 m  | Dave Silk      | 1 min 55 s 26   | 15                                 |
| 1 500 m  | Mark Greenwald | 1 min 54 s 64   | 11                                 |
| 1 500 m  | Eric Flaim     | 1 min 52 s 12   | Médaille d'argent, Jeux olympiques |
| 5 000 m  | Mark Greenwald | 6 min 51 s 98   | 9                                  |
| 5 000 m  | Dave Silk      | 6 min 49 s 95   | 6                                  |
| 5 000 m  | Eric Flaim     | 6 min 47 s 09   | 4                                  |
| 10 000 m | Jeff Klaiber   | 14 min 38 s 60  | 25                                 |
| 10 000 m | Dave Silk      | 14 min 25 s 56  | 14                                 |
| 10 000 m | Eric Flaim     | 14 min 05 s 57  | 4                                  |

#### Femmes
| Épreuve | Athlète            | Course        | Course                              |
| Épreuve | Athlète            | Temps         | Rang                                |
| ------- | ------------------ | ------------- | ----------------------------------- |
| 500 m   | Kristen Talbot     | 41 s 71       | 25                                  |
| 500 m   | Leslie Bader       | 41 s 57       | 23                                  |
| 500 m   | Katie Class        | 40 s 91       | 12                                  |
| 500 m   | Bonnie Blair       | 39 s 10 WR    | Médaille d'or, Jeux olympiques      |
| 1 000 m | Nancy Swider-Peltz | 1 min 24 s 81 | 24                                  |
| 1 000 m | Katie Class        | 1 min 21 s 10 | 8                                   |
| 1 000 m | Leslie Bader       | 1 min 21 s 09 | 7                                   |
| 1 000 m | Bonnie Blair       | 1 min 18 s 31 | Médaille de bronze, Jeux olympiques |
| 1 500 m | Jane Goldman       | 2 min 08 s 72 | 18                                  |
| 1 500 m | Katie Class        | 2 min 07 s 30 | 13                                  |
| 1 500 m | Leslie Bader       | 2 min 05 s 53 | 10                                  |
| 1 500 m | Bonnie Blair       | 2 min 04 s 02 | 4                                   |
| 3 000 m | Leslie Bader       | 4 min 30 s 09 | 20                                  |
| 3 000 m | Mary Docter        | 4 min 29 s 93 | 19                                  |
| 3 000 m | Jane Goldman       | 4 min 25 s 26 | 11                                  |
| 5 000 m | Nancy Swider-Peltz | 7 min 52 s 12 | 22                                  |
| 5 000 m | Mary Docter        | 7 min 37 s 00 | 11                                  |
| 5 000 m | Jane Goldman       | 7 min 36 s 98 | 10                                  |

### Saut à ski
| Athlète        | Épreuve         | Saut 1   | Saut 1 | Saut 2   | Saut 2 | Total  | Total |
| Athlète        | Épreuve         | Distance | Points | Distance | Points | Points | Rang  |
| -------------- | --------------- | -------- | ------ | -------- | ------ | ------ | ----- |
| Rick Mewborn   | Tremplin normal | 75.0     | 80.1   | 74.0     | 78.5   | 158.6  | 54    |
| Dennis McGrane | Tremplin normal | 78.0     | 90.4   | 73.0     | 79.4   | 169.8  | 43    |
| Mike Holland   | Tremplin normal | 79.5     | 92.8   | 74.5     | 81.8   | 174.6  | 33    |
| Mark Konopacke | Tremplin normal | 83.5     | 100.2  | 79.0     | 88.0   | 188.2  | 18    |
| Chris Hastings | Grand tremplin  | 94.0     | 74.0   | 93.0     | 71.1   | 145.1  | 49    |
| Ted Langlois   | Grand tremplin  | 95.0     | 75.9   | 90.0     | 66.9   | 142.8  | 50    |
| Mark Konopacke | Grand tremplin  | 100.0    | 83.9   | 96.0     | 76.3   | 160.2  | 42    |
| Mike Holland   | Grand tremplin  | 105.0    | 96.9   | 92.0     | 73.7   | 170.6  | 32    |

#### Hommes par équipes
| Athlètes                                                | Résultat | Résultat |
| Athlètes                                                | Points 1 | Rang     |
| ------------------------------------------------------- | -------- | -------- |
| Ted Langlois Mark Konopacke Dennis McGrane Mike Holland | 496.8    | 10       |

1Les quatre membres d'une équipe font trois sauts chacun. Les trois meilleurs sont comptés.

### Ski alpin

#### Hommes
| Athlète       | Épreuve      | Manche 1        | Manche 2        | Total           | Total           |
| Athlète       | Épreuve      | Temps           | Temps           | Temps           | Rang            |
| ------------- | ------------ | --------------- | --------------- | --------------- | --------------- |
| Bill Hudson   | Descente     |                 |                 | N'a pas terminé | N'a pas terminé |
| Doug Lewis    | Descente     |                 |                 | 2 min 06 s 25   | 32              |
| Jeff Olson    | Descente     |                 |                 | 2 min 05 s 09   | 28              |
| A.J. Kitt     | Descente     |                 |                 | 2 min 04 s 94   | 26              |
| A.J. Kitt     | Super-G      |                 |                 | Disqualifié     | Disqualifié     |
| Bill Hudson   | Super-G      |                 |                 | 1 min 47 s 29   | 30              |
| Jeff Olson    | Super-G      |                 |                 | 1 min 45 s 56   | 24              |
| Tiger Shaw    | Super-G      |                 |                 | 1 min 44 s 26   | 18              |
| Jack Miller   | Slalom géant | N'a pas terminé | N'a pas terminé | N'a pas terminé | N'a pas terminé |
| Bob Ormsby    | Slalom géant | 1 min 10 s 07   | 1 min 05 s 78   | 2 min 15 s 85   | 34              |
| Felix McGrath | Slalom géant | 1 min 06 s 79   | 1 min 03 s 81   | 2 min 10 s 60   | 13              |
| Tiger Shaw    | Slalom géant | 1 min 06 s 71   | 1 min 03 s 52   | 2 min 10 s 23   | 12              |
| Bob Ormsby    | Slalom       | Disqualifié     | Disqualifié     | Disqualifié     | Disqualifié     |
| Alex Williams | Slalom       | N'a pas terminé | N'a pas terminé | N'a pas terminé | N'a pas terminé |
| Felix McGrath | Slalom       | N'a pas terminé | N'a pas terminé | N'a pas terminé | N'a pas terminé |
| Jack Miller   | Slalom       | 55 s 00         | N'a pas terminé | N'a pas terminé | N'a pas terminé |

#### Combiné hommes
| Athlète       | Descente        | Slalom          | Slalom          | Total           | Total           |
| Athlète       | Temps           | Temps 1         | Temps 2         | Points          | Rang            |
| ------------- | --------------- | --------------- | --------------- | --------------- | --------------- |
| Jeff Olson    | N'a pas terminé | N'a pas terminé | N'a pas terminé | N'a pas terminé | N'a pas terminé |
| Bill Hudson   | N'a pas terminé | N'a pas terminé | N'a pas terminé | N'a pas terminé | N'a pas terminé |
| Felix McGrath | 1 min 53 s 35   | N'a pas terminé | N'a pas terminé | N'a pas terminé | N'a pas terminé |
| A.J. Kitt     | 1 min 50 s 42   | 56 s 95         | N'a pas terminé | N'a pas terminé | N'a pas terminé |

#### Femmes
| Athlète          | Épreuve      | Manche 1        | Manche 2        | Total           | Total           |
| Athlète          | Épreuve      | Temps           | Temps           | Temps           | Rang            |
| ---------------- | ------------ | --------------- | --------------- | --------------- | --------------- |
| Hilary Lindh     | Descente     |                 |                 | N'a pas terminé | N'a pas terminé |
| Kristin Krone    | Descente     |                 |                 | 1 min 29 s 13   | 20              |
| Edith Thys       | Descente     |                 |                 | 1 min 28 s 53   | 18              |
| Kristin Krone    | Super-G      |                 |                 | 1 min 24 s 51   | 32              |
| Hilary Lindh     | Super-G      |                 |                 | 1 min 23 s 11   | 26              |
| Debbie Armstrong | Super-G      |                 |                 | 1 min 21 s 87   | 18              |
| Edith Thys       | Super-G      |                 |                 | 1 min 20 s 93   | 9               |
| Tamara McKinney  | Slalom géant | N'a pas terminé | N'a pas terminé | N'a pas terminé | N'a pas terminé |
| Heidi Voelker    | Slalom géant | 1 min 02 s 10   | N'a pas terminé | N'a pas terminé | N'a pas terminé |
| Diann Roffe      | Slalom géant | 1 min 01 s 75   | 1 min 08 s 94   | 2 min 10 s 69   | 12              |
| Debbie Armstrong | Slalom géant | 1 min 01 s 73   | 1 min 08 s 99   | 2 min 10 s 72   | 13              |
| Heidi Voelker    | Slalom       | N'a pas terminé | N'a pas terminé | N'a pas terminé | N'a pas terminé |
| Tamara McKinney  | Slalom       | N'a pas terminé | N'a pas terminé | N'a pas terminé | N'a pas terminé |
| Diann Roffe      | Slalom       | 51 s 74         | 51 s 14         | 1 min 42 s 88   | 15              |
| Beth Madsen      | Slalom       | 51 s 09         | 50 s 09         | 1 min 41 s 18   | 11              |

#### Combiné femmes
| Athlète       | Descente      | Slalom          | Slalom          | Total           | Total           |
| Athlète       | Temps         | Temps 1         | Temps 2         | Points          | Rang            |
| ------------- | ------------- | --------------- | --------------- | --------------- | --------------- |
| Beth Madsen   | 1 min 21 s 31 | 41 s 86         | 42 s 92         | 108.64          | 15              |
| Hilary Lindh  | 1 min 19 s 27 | 46 s 96         | 48 s 35         | 164.57          | 23              |
| Kristin Krone | 1 min 18 s 80 | 44 s 94         | 45 s 25         | 114.81          | 17              |
| Edith Thys    | 1 min 18 s 38 | N'a pas terminé | N'a pas terminé | N'a pas terminé | N'a pas terminé |

### Ski de fond

#### Hommes
| Épreuve | Athlète        | Course            | Course          |
| Épreuve | Athlète        | Temps             | Rang            |
| ------- | -------------- | ----------------- | --------------- |
| 15 km   | Joe Galanes    | 48 min 05 s 2     | 58              |
| 15 km   | Todd Boonstra  | 47 min 21 s 8     | 53              |
| 15 km   | Bill Spencer   | 45 min 59 s 6     | 40              |
| 15 km   | Dan Simoneau   | 44 min 53 s 8     | 29              |
| 30 km   | Joe Galanes    | N'a pas terminé   | N'a pas terminé |
| 30 km   | Kevin Brochman | 1 h 37 min 07 s 1 | 56              |
| 30 km   | Jon Engen      | 1 h 35 min 41 s 9 | 51              |
| 30 km   | Dan Simoneau   | 1 h 35 min 21 s 4 | 49              |
| 50 km   | Dan Simoneau   | N'a pas terminé   | N'a pas terminé |
| 50 km   | Jon Engen      | N'a pas terminé   | N'a pas terminé |
| 50 km   | Bill Spencer   | 2 h 25 min 22 s 6 | 56              |
| 50 km   | Kevin Brochman | 2 h 19 min 45 s 5 | 47              |

#### Relais hommes 4 × 10 km
| Athlètes                                            | Course            | Course |
| Athlètes                                            | Temps             | Rang   |
| --------------------------------------------------- | ----------------- | ------ |
| Todd Boonstra Dan Simoneau Bill Spencer Joe Galanes | 1 h 50 min 27 s 6 | 13     |

#### Femmes
| Épreuve | Athlète                    | Course            | Course |
| Épreuve | Athlète                    | Temps             | Rang   |
| ------- | -------------------------- | ----------------- | ------ |
| 5 km    | Betsy Youngman             | 17 min 32 s 6     | 47     |
| 5 km    | Nancy Fiddler              | 17 min 05 s 4     | 41     |
| 5 km    | Leslie Thompson            | 16 min 58 s 5     | 39     |
| 5 km    | Leslie Bancroft-Krichko    | 16 min 31 s 1     | 31     |
| 10 km   | Leslie Thompson            | 35 min 17 s 7     | 45     |
| 10 km   | Nancy Fiddler              | 34 min 31 s 1     | 41     |
| 10 km   | Dorcas Denhartog-Wonsavage | 34 min 26 s 1     | 40     |
| 10 km   | Leslie Bancroft-Krichko    | 33 min 25 s 1     | 36     |
| 20 km   | Nancy Fiddler              | 1 h 03 min 57 s 5 | 43     |
| 20 km   | Betsy Youngman             | 1 h 03 min 31 s 3 | 42     |
| 20 km   | Leslie Thompson            | 1 h 01 min 04 s 1 | 25     |
| 20 km   | Dorcas Denhartog-Wonsavage | 1 h 00 min 48 s 6 | 23     |

#### Relais 4 × 5 km femmes
| Athlètes                                                                         | Course            | Course |
| Athlètes                                                                         | Temps             | Rang   |
| -------------------------------------------------------------------------------- | ----------------- | ------ |
| Dorcas Denhartog-Wonsavage Leslie Thompson Nancy Fiddler Leslie Bancroft-Krichko | 1 h 04 min 08 s 8 | 8      |